# Aipo
Aipo（アイポ）とは、TOWN株式会社により開発・提供されているオープンソースのグループウェア。2018年3月31日をもってオープンソース版の公開は終了した。

## 概要
Aipoはウェブブラウザから利用するグループウェアで、スケジュール管理、ワークフロー、Webメール、ファイル共有、ブログ、掲示板等の機能を有する。
インストール可能な環境は Microsoft Windows 2000/XP/2000Server/2003Server/2008Server RC2/Windows 7 及び Linux にて稼動する。クライアント側の動作環境は Internet Explorer 7以降、Mozilla Firefox 2以降、Google Chrome、Safari に対応している。対応ウェブブラウザがインストールされていれば、クライアント側のOSは問わない。また大手キャリアの携帯電話、iPhone、Android端末、Windows Mobile端末といった、モバイル端末専用のインターフェースも備えている。
オンプレミス版と有償のクラウド版により提供されており、インストールパッケージおよびソースコードはオープンソースで提供されていた。

## オープンソースライセンス
Aipoは AGPLv3 のライセンスで提供されている。
2008年3月のバージョン4より GPL を採用し、2010年10月のバージョン5.1より AGPLv3 へライセンスを変更した。ユーザーはライセンスに則り自由に複製、改変、頒布することができる。
また Google Developers に開設されたプロジェクトで、ソースコードや資料、開発進捗も公開されている。

## Aipo Platform
2011年4月のバージョン6よりGoogleによって開発されたのソーシャルアプリケーション用API「OpenSocial」を採用し、OpenSocialに準拠して開発されたWebアプリケーションをAipo上で利用・公開することが可能となった。
またAipoに対応したOpenSocialアプリを提供する場として「Aipoストア」が公開されている。
外部開発者はデベロッパー登録を行うことで、Aipo内のデータと連動したアプリ・サービスを無料で公開できるなど、Aipo自体をプラットフォームとして利用することができる「Aipo Platform」を提唱している。

## 主な機能
- タイムライン
- スケジュール
- 共有ToDo
- 更新情報
- タイムカード
- アドレス帳
- 掲示板
- ブログ
- ワークフロー
- 伝言メモ
- 共有フォルダ
- メモ帳
- Webメール
- 報告書
- ユーザー名簿